# Charles H. Chase
Charles Henry Chase (* 14. August 1910 in Portland, Cumberland County, Maine; † 12. März 1981 in Satellite Beach, Brevard County, Florida) war ein Generalmajor der United States Army. Er war unter anderem Kommandeur der 2. Infanteriedivision.
Charles Chase war ein Sohn von Frank Cushing Chase (1879–1962) und dessen Frau Lena Ernestine Crocker (1882–1944). In den Jahren 1929 bis 1933 durchlief er die United States Military Academy in West Point. Nach seiner Graduation wurde er als Leutnant der Infanterie zugeteilt. In der Armee durchlief er anschließend alle Offiziersränge vom Leutnant bis zum Zwei-Sterne-General.
Im Lauf seiner militärischen Karriere absolvierte Chase verschiedene Kurse und Schulungen. Dazu gehörten unter anderem der Infantry Officer Advanced Course, eine Fallschirmspringerausbildung, das Armed Forces Staff College, das United States Army War College und das Naval War College.
In seinen jüngeren Jahren absolvierte er den für Offiziere in den niederen Rangstufen üblichen Dienst in unterschiedlichen Einheiten. Dazu gehörten auch Aufgaben als Stabsoffizier in verschiedenen Hauptquartieren. Ende der 1930er Jahre wurde er auf die Philippinen versetzt, wo er bis September 1941 verblieb. Nach seiner Rückkehr in die Vereinigten Staaten und dem amerikanischen Eintritt in den Zweiten Weltkrieg absolvierte Chase eine Ausbildung zum Fallschirmspringer.
Anschließend wurde er Stabsoffizier beim 506th Infanterieregiment (Fallschirmspringer), das der 101. Luftlandedivision unterstand. Mit dieser Einheit wurde Chase bei der Landung der Alliierten in der Normandie eingesetzt, wo sie am frühen Morgen des 6. Juni 1944, noch vor dem Beginn der maritimen Landung an den dortigen Stränden, mit Fallschirmen landeten.
In der Folge nahm Chase mit seiner Einheit am alliierten Vormarsch durch Frankreich teil. Ende 1944 war er auch an der Abwehr der deutschen Ardennenoffensive beteiligt. Nach dieser Schlacht wurde er Leiter der Stabsabteilung G3 (Operationen) der 101. Luftlandedivision, die im weiteren Verlauf weit nach Deutschland vordrang. In der zweiten Hälfte des Jahres 1945 kommandierte Charles Chase das 506. Infanterieregiment bis zu dessen Auflösung im Dezember 1945. Anschließend wurde er zum Stab der 82. Luftlandedivision versetzt. Zwischen 1947 und 1953 absolvierte er die meisten der oben angeführten Schulen, wobei er zwischenzeitlich auch als Dozent an der Infantry School und am Naval War College tätig war.
Im Sommer 1953 wurde er nach Südkorea versetzt, wo er an der Endphase des Koreakriegs teilnahm. Dort kommandierte er das 35. Infanterieregiment, das der 25. Infanteriedivision unterstand. Im Mai 1954 erfolgte seine Versetzung zur ebenfalls in Südkorea stationierten 8. Armee, deren Stabsabteilung G2 (Nachrichtendienste und Sicherheit) er dort leitete. Im Oktober des gleichen Jahres wurde er zum Stab der Joint Chiefs of Staff in Washington, D.C. versetzt, wo er der Stabsabteilung J2 für Nachrichtendienste und Sicherheitsangelegenheiten angehörte. Nach einer kurzen Zeit als Stabsoffizier bei der 101. Luftlandedivision wurde er im Juli 1957 stellvertretender Kommandeur und Stabschef des XVIII. Luftlandekorps, stationiert in Fort Bragg, North Carolina.
In den Jahren 1959 bis 1961 nahm Chase am Vietnamkrieg teil und leitete die amerikanische Militärberatergruppe in Kambodscha. Dabei ging es auch um Fragen des Nachschubs für Südvietnam. Zwischen August 1961 und September 1962 kommandierte Charles Chase die 2. Infanteriedivision in Fort Benning, dem heutigen Fort Moore, in Georgia. Anschließend war er bis 1964 Stabschef beim United States Strike Command.
Daran schloss sich eine Versetzung nach Frankreich an, wo er bis 1966 Stabsoffizier und kommissarischer Stabschef beim der NATO unterstehenden Allied Forces Central Europe (AFCENT) in Fontainebleau war. Seine nächste militärische Aufgabe führte ihn nach Heidelberg, wo er bis 1967 die Stabsabteilung G2 bei USAREUR leitete. Danach wurde er Stabschef dieses Commands. Im Juni 1968 schied Charles Chase aus dem aktiven Militärdienst aus.
Nach seiner Pensionierung studierte Chase an der George Washington University. Nach seinem Umzug nach Florida lehrte er bis 1980 am Florida Institute of Technology. Der mit Elizabeth Heloise Cummings (1908–1985) verheiratete Offizier starb am 12. März 1981 und wurde auf dem Friedhof der Militärakademie in West Point beigesetzt.

## Orden und Auszeichnungen
Charles Chase erhielt im Lauf seiner militärischen Laufbahn unter anderem folgende Auszeichnungen:
- Army Distinguished Service Medal
- Silver Star
- Legion of Merit
- Bronze Star Medal
- European-African-Middle East Campaign Medal
- Kriegskreuz (Frankreich)